# Меканиквил (Њујорк)
Меканиквил (енгл. Mechanicville) град је у америчкој савезној држави Њујорк. По попису становништва из 2010. у њему је живело 5.196 становника.

## Демографија
Према попису становништва из 2010. у граду је живело 5.196 становника, што је 177 (3,5%) становника више него 2000. године.
| Група             | 2000.         | 2010.         |
| Белци             | 4.881 (97,3%) | 4.865 (93,6%) |
| Афроамериканци    | 18 (0,4%)     | 43 (0,8%)     |
| Азијати           | 33 (0,7%)     | 50 (1,0%)     |
| Хиспаноамериканци | 60 (1,2%)     | 130 (2,5%)    |
| Укупно            | 5.019         | 5.196         |